# Dendrolagus inustus
El canguro arborícola gris (Dendrolagus inustus) es una especie de marsupial diprotodonto de la familia de los macrópidos. Habita en los bosques de los cerros del norte y oeste de Nueva Guinea. También vive en la isla Yapen, mientras que su presencia en Salawati y Waigeo es incierta.

## Estado de conservación
La especie se encuentra clasificada como vulnerable, pues está amenazado por la caza, y la pérdida y deterioro de su hábitat. Se estima que en los últimos 10 años su población ha bajado en un 30%, y se espera un 30% de pérdida adicional para los próximos 20 años.